# Stilivannuccia umbilica.
Stilivannuccia umbilica. är en plattmaskart som först beskrevs av Sopott 1972, och fick sitt nu gällande namn av Faubel och Rhode 1998. Stilivannuccia umbilica. ingår i släktet Stilivannuccia och familjen Coelogynoporidae.
Artens utbredningsområde är Nordsjön. Inga underarter finns listade i Catalogue of Life.